# Wolfenstein: The New Order
Wolfenstein: The New Order este un joc first-person shooter de acțiune-aventură dezvoltat de MachineGames și publicat de Bethesda Softworks. A fost lansat pe 20 mai 2014 pentru Xbox 360, Xbox One, PlayStation 3, PlayStation 4 și Microsoft Windows. Acțiunea se desfășoară într-o istorie alternativă, în Europa anilor '60, cu naziștii câștigând al Doilea Război Mondial și conducând lumea. Protagonistul jocului este veteranul William "B.J." Blazkowicz, care încearcă să-și salveze echipa și să pună capăt dominației naziste.

## Legături externe
- Site oficial